# LatticeMico32
A LatticeMico32 egy 32 bites RISC mikroprocesszor puha mag a Lattice Semiconductortól, FPGA-khoz optimalizálva. A processzor Harvard-architektúrájú, azaz külön utasítás- és adatsínje van. A két sín kombinált használatához szükség esetén sínfoglalási logika használható.
A LatticeMico32 magok szabad (IP: intellectual property, szellemi tulajdont képező tartalom) licenc alatt állnak. Ez azt jelenti, hogy a Mico32 nem korlátozódik a Lattice FPGA-kra, és a magok legálisan használhatók tetszőleges gazda-architektúrán, legyen az FPGA, alkalmazásspecifikus integrált áramkör (ASIC), vagy szoftveres emuláció, például QEMU. A Lattice Semiconductor alkatrészeken kívül, amelyekhez a LatticeMico32-t natív módon kifejlesztették, lehetőség van LatticeMico32 magok beágyazására Xilinx és Altera FPGA-kba. Az AMD PowerTune technológia is LatticeMico32-t használ.
A processzormag és a fejlesztői eszközlánc forráskódban elérhető, lehetővé téve harmadik fél számára, hogy változtatásokat hajtsanak végre a processzor architektúrájában.

## Jellemzők
- RISC betöltő/tároló architektúra
- 32 bites adatút
- 32 bites fix méretű utasítások (minden utasítás 32 bites, beleértve az ugró, hívási és elágazási utasításokat is)
- 32 általános célú regiszter (az R0 megegyezés szerint a nulla értékre van állítva, de az R0 egy szabályos regiszter és más értékeket is kaphat, ha épp arra van szükség)
- max. 32 külső megszakítás
- konfigurálható utasításkészlet, beleértve a felhasználó által definiált utasításokat
- opcionális konfigurálható gyorsítótárak (közvetlen leképezésű vagy 2 utas csoport-asszociatív, különböző gyorsítótárméretekkel és elrendezésekkel)
- opcionális futószalagos memóriák
- kettős Wishbone memóriainterfész (egy csak olvasható utasítássín, egy írható-olvasható adat-/perifériasín)
- memóriába leképzett be-kivitel
- 6 fokozatú futószalag

## Eszközlánc
- GNU Compiler Collection (GCC) – C/C++ compiler/fordítóprogram; a LatticeMico32 támogatása a GCC 4.5.0-ban jelent meg, támogató javítások érhetők el a GCC 4.4.0-ban
- GNU Binutils – assembler, szerkesztő és bináris segédprogramok; a 2.19-es verziótól kezdve támogatja a LatticeMico32-t
- GNU Debugger (GDB) – debugger
- Eclipse szoftver – integrált fejlesztői környezet (IDE)
- Newlib(wd) – C könyvtár
- μCos-II, μITRON, RTEMS – valós idejű operációs rendszerek (RTOS)
- μClinux – operációs rendszer

## Fordítás
Ez a szócikk részben vagy egészben  a   LatticeMico32 című angol Wikipédia-szócikk ezen változatának fordításán alapul.  Az eredeti cikk szerkesztőit annak laptörténete sorolja fel. Ez a jelzés csupán a megfogalmazás eredetét és a szerzői jogokat jelzi, nem szolgál a cikkben szereplő információk forrásmegjelöléseként.